# Церковь Михаила Архангела (Владимировка)
Церковь Михаила Архангела — деревянная церковь в селе Владимировка Енотаевского района, построена около 1860 года. Один из старейших храмов Астраханской области. Памятник градостроительства и архитектуры регионального значения. Иногда действует, требуется реставрация (в церкви течёт крыша, отрываются листы жести, из-за подвижности грунта рушится основание, появляются новые трещины).

## Сведения о храме
По описанию 1910 года, храм деревянный на кирпичном цоколе, снаружи обшит тесом и покрашен масляной краской, покрыт железом, окрашенным зелёной масляной краской. Внутри не оштукатурен. Длина храма с колокольней 21,3 м, наибольшая ширина 16,36 м, высота до верха карниза 7,5 м. Храм венчала одна большая главка. В здании храма было 16 больших окон, 3 наружных створчатых двери и одна внутренняя. Иконостас был длиной 6,4 м и высотой 6,4 м. Храм не отапливался. Церковная колокольня была в 2 яруса общей высотой до верха карниза 10,7 м.. «На ее окраине прямо у дороги стоит деревянный храм второй половины XIX века. В основу его объемной композиции положен куб, посредством тромпов поддерживающий ши рокий восьмерик с барабаном и главкой. Позднее церковь приобрела боковые двухоконные приделы, рубленные в обло и свободные от обшивки. Приделы усложнили план церкви, развив его до креста. Рядом, к западу от церковного здания, стояла довольно своеобразная звонница, которую разобрали несколько лет назад. Храм во Владимировке свидетельствует о широкой распространенности в культовом зодчестве края XIX века типа „восьмерик на четверике“ не только в каменной, но и в деревянной архитектуре»,- пишет В. П. Никитин о церкви Михаила Архангела в Владимировке.

## История
Храм архистратига Михаила — один из самых древних действующих храмов в регионе.
Уже в 1859 году в деревне Владимировке упоминается строящаяся православная церковь. Построена она была в 1860 году.
Начиная с 1888 года, на территории объекта работала церковно-приходская школа, которую закрыли незадолго до революции.
В 1937 году церковь закрыли, сбросили кресты.
Рядом с храмом была звонница, которую разобрали уже в начале XXI века.
В 2006 году на купол был воздвигнут новый крест, проведён ремонт.
В ноябре 2018 года был создан приход. В день Архистратига Михаила и всех Небесных Сил безплотных, в храме впервые за много лет была отслужена Божественная литургия.